# 米卡多冰川
69°53′S 70°40′W / 69.883°S 70.667°W
米卡多冰川（英語：Mikado Glacier）是南極洲的冰川，位於亞歷山大一世島北部，最終注入蘇利文冰川，由英國南極名稱諮詢委員會命名，現時由南極條約體系管理。